# Trzecia fala (kinematografia polska)
Trzecia fala polskiego kina (trzecie kino, Polska Nowa Fala, Kino Młodej Kultury) – niedoprecyzowane czasowo określenie formacji artystycznej w polskiej kinematografii, która wypełniała lukę terminologiczną pomiędzy okresem polskiej szkoły filmowej a kinem moralnego niepokoju. Trzecia fala obejmowała filmowców, którzy naśladowali wzorce francuskiej Nowej Fali (przede wszystkim filmy Jeana-Luca Godarda), portretując zmiany obyczajowe w społeczeństwie polskim oraz nie stroniąc od nowatorskich środków wyrazu.

## Nazewnictwo i problemy z klasyfikacją
Trzecia fala polskiego kina doczekała się różnych, nierzadko sprzecznych znaczeniowo nazw. Jako pierwsze określenie wyłaniającego się nurtu polscy krytycy sugerowali „Nową Falę” (na wzór francuskiej Nouvelle Vague), jednak pojawiła się ona w znaczeniu pejoratywnym. Dotyczyła bowiem przede wszystkim luźnych obyczajowo filmów Romana Polańskiego (Nóż w wodzie, 1961) i Jerzego Skolimowskiego (scenariusz do Niewinnych czarodziei, 1960, Andrzeja Wajdy; także Rysopis, 1964; Walkower, 1965; Bariera, 1966). Z czasem rozszerzano znaczenie terminu „Nowa Fala”. Tadeusz Lubelski sugerował, że pierwszym polskim filmem „nowofalowym” był Ostatni dzień lata (1958) Tadeusza Konwickiego, którego oszczędność i autorska szczerość wypowiedzi miała zapowiadać osiągnięcia reżyserów skupionych wokół „Cahiers du cinéma”. Sebastian Jagielski sugeruje, że w obręb nurtu należałoby włączyć twórców starszego pokolenia, wśród nich Wajdę (Wszystko na sprzedaż, 1968) oraz Jerzego Kawalerowicza (Gra, 1968).
Inny proponowany termin dla pokolenia artystów z lat 60. XX wieku ukuł Jerzy Płażewski. Na podstawie Rysopisu i Walkoweru Skolimowskiego Płażewski zaproponował termin „trzecie kino”; zdaniem Płażewskiego „trzecie kino” – pokolenie Tubylców – miałoby zastąpić wcześniejsze pokolenia filmowe: Robinsonów (Aleksander Ford, Wanda Jakubowska, Jerzy Zarzycki) oraz Kolumbów (utożsamianych z polską szkołą filmową). Janusz Gazda, w oparciu o filmy Henryka Kluby (Chudy i inni, 1966) oraz Janusza Majewskiego (Sublokator, 1967), wyróżnił trzy cechy „trzeciego kina”: autentyzm, poetyckość oraz ironię. Redakcja pisma „Kultura Filmowa” próbowała uprawomocnić nurt, włączając do dyskusji nad „trzecim kinem” artystów przed debiutem, takich jak Wojciech Solarz, Krzysztof Zanussi i Andrzej Żuławski. Z dyskusji wynikało jednak, że filmowców hipotetycznego „trzeciego kina” łączyła jedynie niechęć do filmów Skolimowskiego. Rafał Marszałek mimo to próbował bronić terminu, zaliczając do nurtu inne pokolenie debiutantów: Witolda Leszczyńskiego (Żywot Mateusza, 1968), Zanussiego (Struktura kryształu, 1969), Żuławskiego (Trzecia część nocy, 1971) oraz Edwarda Żebrowskiego (Ocalenie, 1972). Marszałek, jak opisywała jego założenia Marta Hauschild, wyróżnił następujące cechy „trzeciego kina”: „problem artystycznego samookreślenia Tubylców jako jeden z głównych tematów pokoleniowych, ewolucyjny (w przeciwieństwie do rewolucyjnego) charakter nurtu oraz tworzenie specyficznej relacji między autorem i odbiorcą”.
Innym terminem służącym wypełnieniu luki pomiędzy polską szkołą filmową a kinem moralnego niepokoju było promowane przez Lubelskiego „kino Młodej Kultury”. Zdaniem Lubelskiego, ale też Marioli Jankun-Dopartowej, „kino Młodej Kultury” miałoby podążać tropem ideałów grupy młodych intelektualistów skupionych wokół Adama Zagajewskiego i Edwarda Dwurnika, w szczególności – tropem hasła o „mówieniu wprost”. Jako przykłady „kina Młodej Kultury” najczęściej wskazywane są filmy Zanussiego (Struktura kryształu; Życie rodzinne, 1970; Za ścianą, 1971; Iluminacja, 1973) oraz Marka Piwowskiego (Rejs, 1971), ale też Janusza Morgensterna (Trzeba zabić tę miłość, 1972), Andrzeja Kondratiuka (Dziura w ziemi, 1970), Janusza Kondratiuka (Dziewczyny do wzięcia, 1972), Grzegorza Królikiewicza (Na wylot, 1972) oraz Krzysztofa Kieślowskiego (Personel, 1975).
Hauschild przekonuje, że „postulowanie łączności młodych reżyserów przełomu lat sześćdziesiątych i siedemdziesiątych, mimo towarzyszących mu kontrowersji, jest jednak uprawnione”. Hauschild argumentuje, że najlepszym terminem mogącym określić formację jest „trzecia fala polskiego kina”, ostatecznie zaproponowana przez samego Gazdę.
| Reżyser               | Polska Nowa Fala | Trzecie kino | Kino Młodej Kultury |
| --------------------- | ---------------- | ------------ | ------------------- |
| Tadeusz Konwicki      | T                |              |                     |
| Andrzej Wajda         | T                |              |                     |
| Roman Polański        | T                |              |                     |
| Jerzy Kawalerowicz    | T                |              |                     |
| Jerzy Skolimowski     | T                | T            |                     |
| Henryk Kluba          |                  | T            |                     |
| Janusz Majewski       |                  | T            |                     |
| Wojciech Solarz       |                  | T            |                     |
| Andrzej Żuławski      |                  | T            |                     |
| Witold Leszczyński    |                  | T            |                     |
| Edward Żebrowski      |                  | T            |                     |
| Krzysztof Zanussi     |                  | T            | T                   |
| Marek Piwowski        |                  |              | T                   |
| Janusz Morgenstern    |                  |              | T                   |
| Andrzej Kondratiuk    |                  |              | T                   |
| Janusz Kondratiuk     |                  |              | T                   |
| Grzegorz Królikiewicz |                  |              | T                   |
| Krzysztof Kieślowski  |                  |              | T                   |

## Historia i estetyka nurtu

### Zapowiedź: Tadeusz Konwicki
Za zapowiedź trzeciej fali polskiego kina uznawany jest – zwykle zaliczany też w poczet polskiej szkoły filmowej – Ostatni dzień lata (1958), którego reżyser Tadeusz Konwicki był całkowitym amatorem. Nakręcony przezeń debiut został dofinansowany bardzo skromnym budżetem w wysokości 10 tysięcy złotych w gotówce, 6 tysiącami metrów taśmy oraz jedną kamerą Arriflex. Film z konieczności cechował się ascetycznym wykonaniem (zdjęcia kręcono na pustej plaży, z udziałem dwuosobowej obsady), wskutek czego film Konwickiego był uznawany za najtańszy film fabularny w historii polskiej kinematografii. Ostatni dzień lata miał funkcję autoterapeutyczną, ale też przypominał swą koncepcją nowofalowe „kino ubogie”. Podobnie nowofalowy pod względem wykonania był inny film Konwickiego Zaduszki (1961), pełen długich retrospekcji nawiązujących do wybranych wątków ze wcześniejszych powieści Konwickiego. Najskrajniejszą formę artystyczną na podobieństwo godardowskiego kolażu przybrał film Jak daleko stąd, jak blisko (1971), łączący elementy reportażu, fabularną rekonstrukcję wspomnień z dzieciństwa autora oraz nagonki antysemickiej z 1968, a także sceny tworzone w wyobraźni filmowego narratora.

### Gwałtowny rozwój trzeciej fali: Jerzy Skolimowski

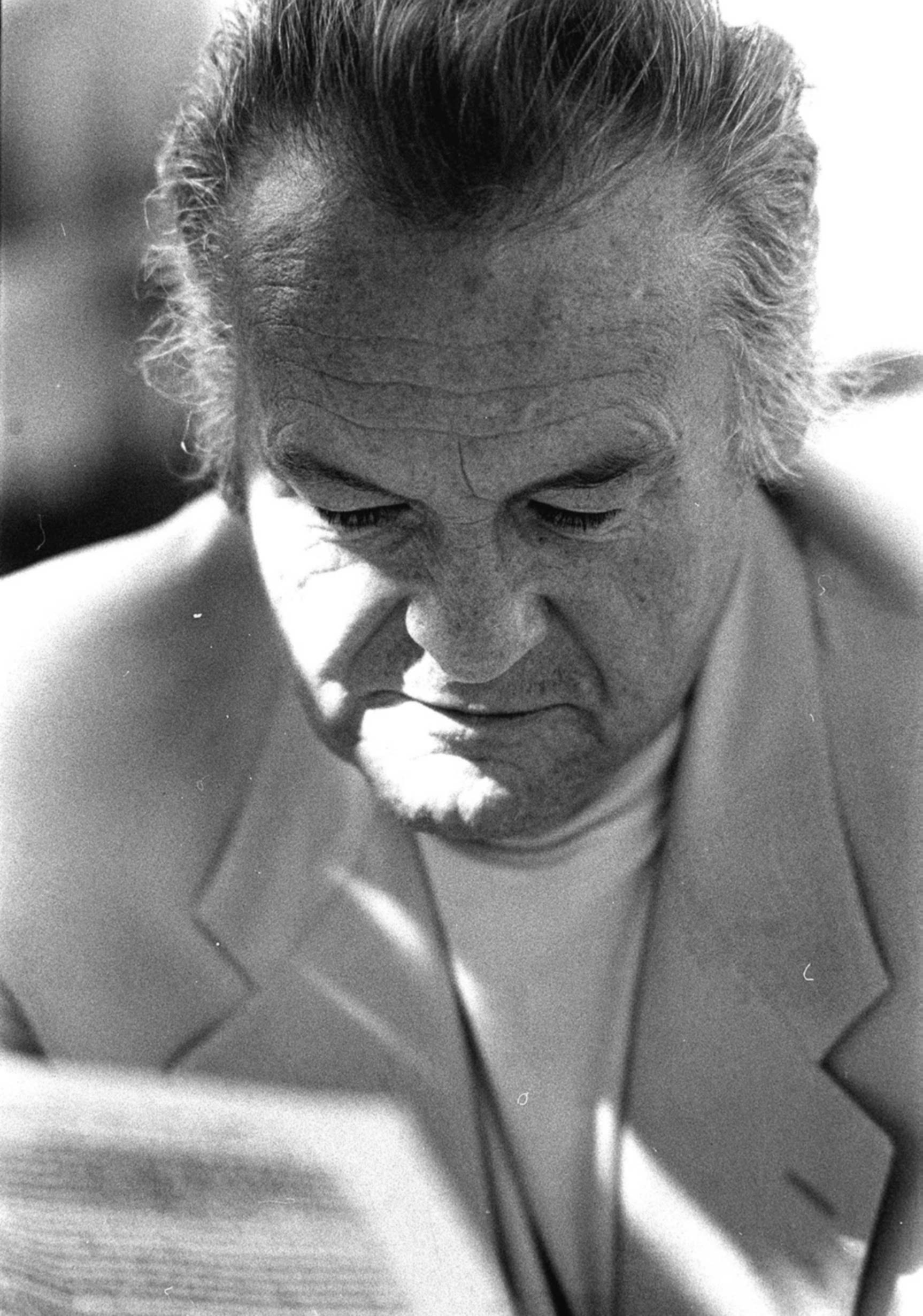
Jerzy Skolimowski (2010)

Fundamentalna dla rozwoju trzeciej fali w polskim kinie okazała się jednak przede wszystkim twórczość Jerzego Skolimowskiego. Swą karierę Skolimowski zapoczątkował współtworzonym przezeń (wraz z Jerzym Andrzejewskim) scenariuszem do filmu Niewinni czarodzieje (1961) w reżyserii Andrzeja Wajdy. Skolimowski w swym scenariuszu sportretował środowisko Warszawy, wypełnione jazzem oraz erotyką, gdzie młodzi zbuntowani ludzie poszukiwali swojego miejsca. Podobna diagnoza mentalności młodego społeczeństwa została ukazana w innym filmie, w który swój wkład wniósł Skolimowski: Nożu w wodzie (1961) w reżyserii Romana Polańskiego. Moralitet Polańskiego skupiał się na psychologicznej walce młodego outsidera z czterdziestoletnim mężczyzną o kobietę. Polański wkrótce po zrobieniu filmu, gdy larum wobec reżysera podniosły na równi Episkopat oraz władze partyjne, został zmuszony do emigracji. Działo się tak, gdyż jak zauważał Jagielski, film Polańskiego: „demonstracyjnie opierał swą strukturę na wzorcach zachodnich (thriller i jazz), ukazywał, że socjalistyczna równość jest w istocie mrzonką, […] pozbawiony był jednoznacznego przesłania oraz niósł z sobą siłę obyczajowej rewolty”.
Skolimowski w międzyczasie konsekwentnie przygotowywał się do debiutu fabularnego. Skleiwszy ze swoich krótkometrażowych etiud studenckich film Rysopis (1964), w głównej roli obsadził samego siebie, z udziałem swoich kolegów oraz znajomych. Realizowany w naturalnych plenerach Rysopis toczy się w ciągu jednego dnia, gdy główny bohater rezygnujący ze studiów zostaje skierowany do służby wojskowej. Rysopis zapoczątkował obiecującą karierę Skolimowskiego jako autora godardowskiego. Albowiem Rysopis stanowi zapis świadomości autorskiej, której rozwinięciem były filmy Walkower (1965), Bariera (1966) oraz Ręce do góry (1967). Walkower, skupiony na karierze boksera stającego w obliczu widma porażki z kolejnym sparingpartnerem, został entuzjastycznie przyjęty przez redakcję pisma „Cahiers du cinéma”, promującego kult autorów nowofalowych. Bariera rozprawiała się z kolei z polską tradycją romantyczną. Szczególnie kontrowersyjna okazała się natomiast ostatnia część swoistej tetralogii Skolimowskiego. Za retrospekcję z czasów stalinowskich, w której na pierwszomajowym wizerunku Stalina dolepiono dodatkową parę oczu, film Ręce do góry został objęty zakazem rozpowszechniania, a reżyser został zmuszony do emigracji.

### Obok Skolimowskiego: Majewski, Kluba, Leszczyński, Solarz
Śladem Skolimowskiego podążyli inni debiutanci z lat 60. Janusz Majewski zadebiutował wyrafinowaną formalnie komedią utrzymaną w poetyce teatru absurdu, Sublokatorem (1966) o apatycznym mężczyźnie, który wprowadza się do willi zamieszkanej przez kobiety reprezentujące trzy pokolenia i zostaje przez nie usidlony. Joanna Wojnicka charakteryzowała debiut Majewskiego następująco: „W Sublokatorze widać technikę przejętą z telewizji: miejsce akcji kameralne, ograniczone do kilku pomieszczeń, niewielka ilość uczestniczących w wydarzeniach bohaterów, proste, choć z pełną konsekwencją używane środki filmowe”. Henryk Kluba, kolejny z istotnych debiutantów trzeciej fali, zasłynął przede wszystkim dwoma filmami. Chudy i inni (1967) o grupie prostych robotników budujących most w Bieszczadach, tylko na pozór przypominał konwencję filmu produkcyjnego. Jak podkreślała Maria Kornatowska, film Kluby „bliski jest w istocie surrealistycznym klimatom Piwnicy pod Baranami […]. Styl inscenizacji podkreśla nie tylko teatralność opowieści, ale i teatralność samej rzeczywistości. Wszystko jest spektaklem, udawaniem, grą”. Jednakże już drugi film Kluby, Słońce wschodzi raz na dzień (1967), okazał się niecenzuralny. Pionierska ballada ludowa, stylistycznie nawiązująca do obrazów prymitywistów (naiwna perspektywa „drogi do Belwederu”), ukazywała bunt mieszkańców Beskidów przeciwko władzy ludowej w latach 1945–1947, prowadzący do konfrontacji z Urzędem Bezpieczeństwa. Film ukazał się w zmienionej wersji dopiero w 1972. Do poetyki wiejskiej nawiązywał również Witold Leszczyński w swoim debiucie Żywot Mateusza (1967), poświęconym nadwrażliwemu „wiejskiemu głupkowi”. Za pomocą urokliwych zdjęć Andrzeja Kostenki reżyser ułożył „obraz harmonijnego świata, w którym świadomy swej odrębności człowiek, pozostając w intymnym związku z upodmiotowioną naturą, skontrastowany jest z fatalizmem i tragizmem egzystencji”. Natomiast Wojciech Solarz, uznawany za kontynuatora Konwickiego, stworzył eksperymentalny film Molo (1968), porównywalny pod względem użytych środków wyrazu do dzieł Federica Felliniego.

### Naśladownictwo stylu: Wajda, Kawalerowicz
Styl trzeciej fali próbowali imitować autorzy zaliczani do kanonu szkoły polskiej. Film Jerzego Kawalerowicza Gra (1968), na którym swe piętno odcisnęła zarówno twórczość Godarda, jak i Michelangela Antonioniego, posługiwał się brawurowymi środkami wyrazu. Jak pisał Jagielski: „reżyser […] wciąż myli tropy, włącza alternatywne warianty scen; sięga po jaskrawe barwy, które »zalewają« ekran, […] łączy narrację obiektywną z subiektywną, sceny realistyczne z tanatycznymi wyobrażeniami i sennymi majakami”. Wszystko po to, aby podkreślić kryzys i rozpad związku małżeńskiego stanowiący temat filmu. Znacznie burzliwszą reakcję wywołał film Wszystko na sprzedaż (1968) Wajdy, w którym „estetyka Nowej Fali sąsiaduje tu z pop-artem, a wątki autotematyczne z autobiograficznymi”. Wszystko na sprzedaż, poświęcone legendzie tragicznie zmarłego Zbigniewa Cybulskiego, było równocześnie pamfletem na środowisko filmowców, którzy nie potrafili bezpośrednio odpowiedzieć na brutalne stłumienie marcowych protestów przez władzę komunistyczną. Kluczowa w filmie była rola przybyłej specjalnie z USA Elżbiety Czyżewskiej, która przedtem emigrowała z Polski wraz z mężem żydowskiego pochodzenia Davidem Halberstamem pod wpływem nagonki antysemickiej.

### Dylematy inteligenckie i dalsze eksperymenty kreacyjne

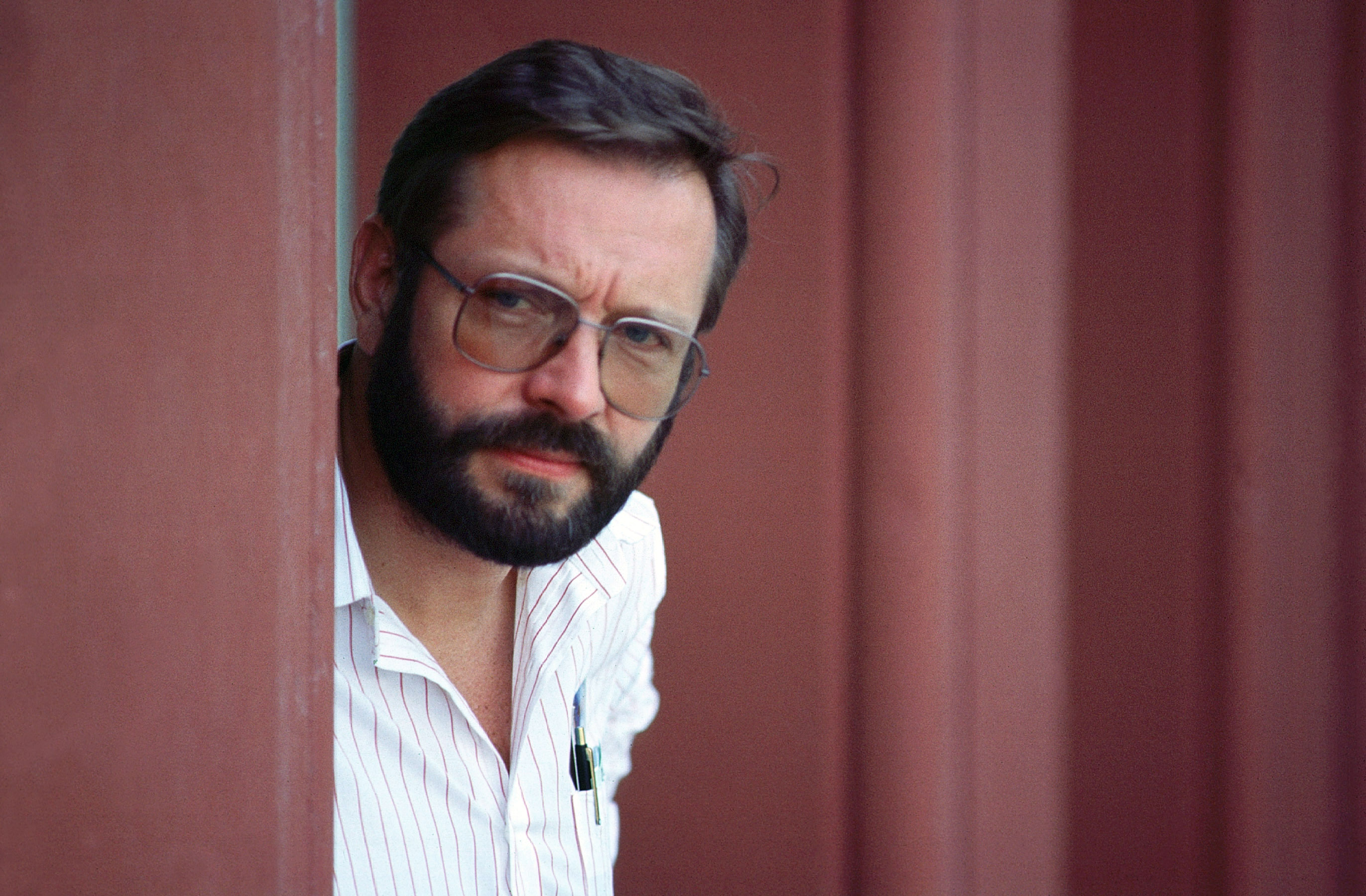
Krzysztof Zanussi (1984)

Inny wariant trzeciej fali proponował Krzysztof Zanussi, który zadebiutował w kinach filmem Struktura kryształu (1969). Zanussi, na przykładzie skromnej historii o spotkaniu dwóch naukowców, którzy obrali różne ścieżki zawodowe, stworzył swój film „z na pół improwizowanych kameralnych sytuacji”, z brzmiącymi autentycznie dialogami nagranymi bezpośrednio na planie. Tę innowację estetyczną Zanussi dopełnił zamysłem intelektualnym w postaci pojedynku postaw, na którym cieniem odbijały się wydarzenia marca 1968. Zanussi portretował dylematy inteligencji polskiej w dalszych filmach: Życiu rodzinnym (1970), Za ścianą (1971) oraz najsłynniejszej Iluminacji (1973). Film ten – jak twierdził reżyser – łączył Godarda z Thomasem Mannem. „Utwór oparty został na strukturze eseju: fikcja łączy się tu z dokumentem, wykład oświatowy z wypowiedziami naukowców wprost do kamery” – pisał Jagielski. Edward Żebrowski z kolei w Ocaleniu (1973) wprowadził postać grubiańskiego inteligenta całkowicie przywiązanego do swej roli społecznej, którego odegrał Zbigniew Zapasiewicz – późniejszy ustawiczny aktor u Zanussiego. Dylematy inteligenckie do rozmiarów apokaliptycznych unosił Andrzej Żuławski, przetwarzając w Trzeciej części nocy (1971) doświadczenia swojego ojca jako karmiciela wszy podczas II wojny światowej. Jacek Nowakowski pisał o ekstatycznej wizji reżysera: „Obrazy konwulsji, rannych i umierających, wszechobecność krwi, mnogość trupów łub ciał jeszcze żywych, a już poza granicą człowieczeństwa, ciał chorych, ułomnych, zniekształconych bólem i skurczami, pokaleczonych, ciał przedmiotów – oto jak wygląda dzieło wojennej Apokalipsy”. Zdolności kreacyjne przejawiał również Grzegorz Królikiewicz, który w filmie Na wylot (1973) dotknął przedwojennej sprawy morderstwa dokonanego przez małżeństwo desperatów, w nowatorski sposób wykorzystując udźwiękowienie .

### Kino groteski
W poczet trzeciej fali (kojarzonej z kinem Młodej Kultury) zalicza się również filmowców, którzy kontestowali rzeczywistość PRL-u za pomocą groteski. Marek Piwowski w filmie Rejs (1970), cechującym się z założenia niezborną, epizodyczną formą, piętnował bierność oraz oportunizm polskiego społeczeństwa. Janusz Morgenstern – ze starszego pokolenia twórców – powielił metodę Piwowskiego, zapożyczając z Rejsu część aktorów na potrzeby filmu Trzeba zabić tę miłość (1972) o osiemnastolatkach, którzy po wydarzeniach marcowych nie dostali się na studia ze względu na brak „punktów za pochodzenie”. Kwintesencją filmu Morgensterna była scena wysadzania baraczku, odczytywana jako odpowiednik Zabriskie Point Antonioniego. Andrzej Kondratiuk parodiował konwencję filmów produkcyjnych i dydaktycznych; Dziura w ziemi (1970) skupiała się na dążeniach ambitnego geologa do znalezienia złóż ropy, natomiast telewizyjna parodia filmów superbohaterskich, Hydrozagadka (1970), wykpiwała socjalistyczną kulturę masową. Brat Andrzeja, Janusz Kondratiuk, ironizował z kolei na temat tandetnej peerelowskiej codzienności. Szczególnie znany jest jego film Dziewczyny do wzięcia (1972) o trzech dwudziestolatkach przyjeżdżających ze wsi do Warszawy, naznaczony „pozorną błahością opowiadanej historii, groteskowością filmowych przedstawień” oraz pierwszoplanowymi rolami aktorek-naturszczyków. Na pograniczu trzeciej fali znajdował się Personel (1975) Krzysztofa Kieślowskiego, zaliczany często już w poczet kina moralnego niepokoju.

## Filmy
| Rok  | Film                   | Reżyser               | Nagrody                                                                                    |
| ---- | ---------------------- | --------------------- | ------------------------------------------------------------------------------------------ |
| 1958 | Ostatni dzień lata     | Tadeusz Konwicki      | Grand Prix (MFF Dokumentalnych i Krótkometrażowych w Wenecji)                              |
| 1961 | Nóż w wodzie           | Roman Polański        | Nagroda FIPRESCI (MFF w Wenecji)                                                           |
| 1965 | Walkower               | Jerzy Skolimowski     | Nagroda im. Andrzeja Munka                                                                 |
| 1966 | Bariera                | Jerzy Skolimowski     | Syrenka Warszawska (SDP)                                                                   |
| 1966 | Sublokator             | Janusz Majewski       | Nagroda FIPRESCI (MTF w Mannheim)                                                          |
| 1967 | Chudy i inni           | Henryk Kluba          | Nagroda im. Andrzeja Munka                                                                 |
| 1967 | Żywot Mateusza         | Witold Leszczyński    | Nagroda im. Andrzeja Munka, Grand Prix (MFF dla Młodzieży w Cannes)                        |
| 1968 | Wszystko na sprzedaż   | Andrzej Wajda         | Syrenka Warszawska (SDP)                                                                   |
| 1969 | Struktura kryształu    | Krzysztof Zanussi     | Nagroda im. Andrzeja Munka, nagroda za scenariusz (MFF w Mar del Plata)                    |
| 1970 | Życie rodzinne         | Krzysztof Zanussi     | Nagrody za scenariusz, scenografię i zdjęcia (LLF)                                         |
| 1970 | Dziura w ziemi         | Andrzej Kondratiuk    | Nagroda za zdjęcia (LLF), Nagroda Specjalna (MFF w Karlowych Warach)                       |
| 1971 | Trzecia część nocy     | Andrzej Żuławski      | Nagroda im. Andrzeja Munka                                                                 |
| 1972 | Trzeba zabić tę miłość | Janusz Morgenstern    | Złote Grono (LLF)                                                                          |
| 1972 | Ocalenie               | Edward Żebrowski      | Nagroda im. Andrzeja Munka, Syrenka Warszawska (SDP)                                       |
| 1973 | Iluminacja             | Krzysztof Zanussi     | Złote Grono (LLF), Grand Prix i Nagroda FIPRESCI (MFF w Locarno), Syrenka Warszawska (SDP) |
| 1973 | Na wylot               | Grzegorz Królikiewicz | Nagroda FIPRESCI (MTF w Mannheim)                                                          |